# Louis de Champagné
Louis de Champagné, seigneur de la Cour (Commer), mort le 5 octobre 1615, au château de Giziers, est un homme de guerre français.

## Biographie

### Origine
Il est issu de la famille de Champagné, qui est une famille d'ancienne noblesse originaire de Bretagne, qui, se fixa en Mayenne par le mariage de François de Champagné, aîné dans la branche de la Motte-Ferchaud, avec Marie de la Roussière, fille et principale héritière de Christophe de la Roussière, seigneur dudit lieu et de Commer, 10 août 1544. 
François de Champagné qui était au siège de Domfront en 1574, fut exempté de l'arrière-ban par Catherine de Médicis. De ses deux filles, Renée épousa Tristan de Fontenailles, seigneur de Marigny, le 31 juillet 1571 ; Françoise prit alliance, le 24 octobre 1571, avec Eustache Hardouin de la Girouardière.
Antoine de Champagné, qui demeurait à Saint-Laurent-des-Mortiers, fit ses preuves de noblesse en 1667, en même temps que les autres membres de la famille qui porte : d'hermine au chef de gueules.

### Militaire
Louis de Champagné, fils de fils de François de Champagné et de Marie de la Roussière, dame de la Cour, fut lieutenant d'Urbain de Laval Boisdauphin de 1587 jusqu'à la capitulation de son chef en 1595. 
Il commandait à Château-Gontier, qu'il défendit contre plusieurs attaques et qu'il rendit une première fois à Henri IV après la reddition du Mans, le 8 décembre 1589, autorisé à sortir de la place avec tous ses soldats, tambour battant et mèches allumées. 
Sous les ordres de Philippe-Emmanuel de Lorraine, duc de Mercœur, il est au siège et à la prise de Chantocé, 1591, à la Bataille de Craon, mai 1592. Il reprend le gouvernement de Château-Gontier retombé au pouvoir de la Ligue, reçoit une commission d'Henri de Mayenne, duc de Mayenne, le 1er juin 1593, pour lever une compagnie de chevau-légers. Il est nommé enfin par les chefs de l'Union grand-maître des eaux et forêts en Anjou. 
Urbain de Laval Boisdauphin, dans les articles de sa capitulation, fit maintenir son lieutenant dans le gouvernement de Château-Gontier, avec quatre compagnies de gens de pied et cinquante chevau-légers, mais non dans sa maîtrise des eaux et forêts d'Anjou, qui avait un titulaire. Du reste le roi le nomma gentilhomme ordinaire de sa chambre, dès le 25 août 1595, gentilhomme ordinaire de la vènerie le 17 août 1602, avec permission de chasser sur les étangs, marais et rivières appartenant à Sa Majesté. 
Louis XIII le fit chevalier de l'Ordre de Saint-Michel. Antoine de Silly, comte de La Rochepot, sans rancune des luttes passées, lui témoigna qu'il l'avait toujours estimé, et qu'il « tenoit chére l'acquisition de ses bonnes grâces ». Le gouverneur de Château-Gontier avait gagné l'affection des habitants qui, apprenant, le 23 mai 1614, qu'il voulait se retirer à l'occasion de la paix survenue, l'assurèrent « de l'obligation qu'ils luy avoient et qu'à jamais ils conserveroient la mémoire du bon gouvernement qu'ils avoient reçu de luy. » 
Il mourut en charge au château de Giziers, le 5 octobre 1615. Pierre, son fils, lui succéda.
Son corps fut conduit au Lion-d'Angers dans la chapelle de la Motte-Ferchand, son cœur à Saint-Martin-du-Bois, et ses entrailles furent ensevelies dans l'église Saint-Jean-Baptiste de Château-Gontier. Les magistrats de la ville accompagnèrent le corps jusqu'à sa dernière demeure.

## Famille
Louis de Champagné avait épousé à Méral, le 14 février 1584, Perrine du Buat de la Subrardière. Les enfants sont :
- Pierre de Champagné[3], gouverneur de Château-Gontier après son père, marié le 7 juillet 1618 avec Françoise du Bouchet, fille du seigneur de la Haie-de-Torcé et d'Anne Chenu, il mourut vers 1655.
- Louis, né à Château-Gontier en 1596, marié avec Françoise d'Armaillé, dame de la Jacopière, le 16 juillet 1623 ;
- Marie, mariée avec Jean du Bois-Béranger, seigneur de la Ferté, 19 avril 1610 ;
- Gabriel, seigneur de Cramailli, marié avec Suzanne de Cordon, dont un fils est baptisé à Saint-Poix, en 1632. Il mourut dès l'année suivante au Château des Pins en Saint-Pierre-sur-Erve, où il habitait, mais fut inhumé dans l'église de La Cropte[1].

## Sources et bibliographie
- « Louis de Champagné », dans Alphonse-Victor Angot et Ferdinand Gaugain, Dictionnaire historique, topographique et biographique de la Mayenne, Laval, A. Goupil, 1900-1910 [détail des éditions] (BNF 34106789, présentation en ligne)